# Pyrex

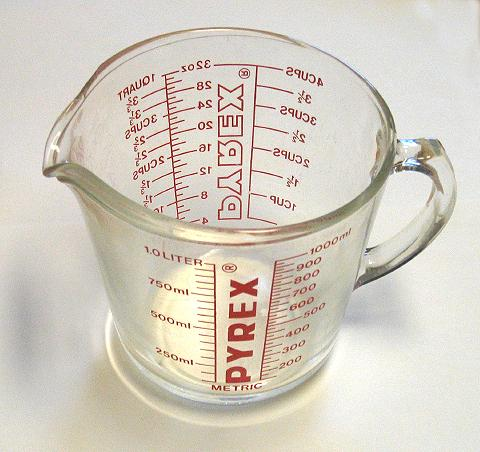
Un bicchiere misuratore Pyrex del 1980, con scale di misura metrica e U.S. Customary systems

Pyrex (marchio registrato PYREX) è un marchio introdotto dalla Corning Incorporated nel 1915 per una linea di vetro borosilicato usato per vetreria da laboratorio e oggetti per cucina. Il pyrex venduto negli Stati Uniti è ora fatto di vetro temperato; all'infuori degli Stati Uniti, il borosilicato è ancora in uso.. Dagli anni '20 ai '50 del secolo scorso, è stato impiegato per la fabbricazione di isolatori elettrici, anche di notevoli dimensioni, in Italia prodotti da M.I.V.A. (Manifattura Isolatori Vetro Acqui) su licenza Corning Glassworks.
Corning non produce più Pyrex come marchio per gli Stati Uniti ma i prodotti in borosilicato Pyrex sono ancora realizzati su licenza da altri costruttori. World Kitchen, LLC, che deriva come spin off dalla Corning nel 1998, ha licenza di produrre a marchio Pyrex per prodotti da cucina fabbricati con vetro sodio-calcico.

## Storia

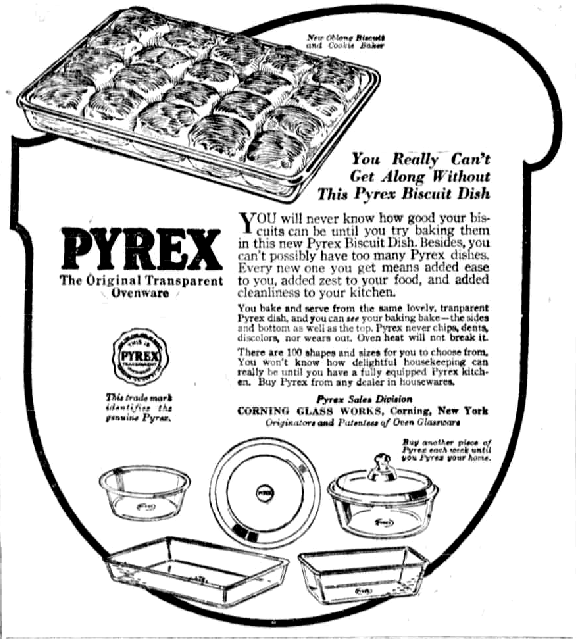
Pubblicità Pyrex del 1922 da un quotidiano

Il vetro borosilicato fu inventato dal chimico tedesco Otto Schott, fondatore della Schott AG nel 1893, 22 anni prima dell'introduzione del Pyrex della Corning. Schott AG vendette il suo prodotto con nome "Duran".
Nel 1908, Eugene Sullivan, direttore ricerca alla Corning Glass Works, sviluppò il Nonex, un vetro borosilicato, per ridurre le rotture nei vetri dei globi lampada di lanterne e contenitori di accumulatori. Sullivan imparò la tecnica del vetro borosilicato in Germania dal lavoro di Schott come dottorato a Lipsia. Jesse Littleton della Corning scoprì le potenzialità del vetro borosilicato nella creazione di utensili da cucina per la cottura creando per la propria moglie una casseruola fatta di Nonex ricavato da un contenitore di un accumulatore elettrico. Corning rimosse il piombo dal Nonex e sviluppò un prodotto di consumo. Il Pyrex venne presentato nel 1915 durante la Grande Guerra, presentandolo come un'alternativa americana al tedesco DURAN della Schott AG.
Un funzionario Corning dà la spiegazione dell'etimologia del nome "Pyrex":
Tra gli anni trenta e quaranta, Corning introdusse anche altri prodotti con marchio Pyrex, incluso vetri opachi temperati (soda-lime glass) per articoli da cucina e una linea di Pyrex Flameware per stoviglie; questo vetro ebbe una colorazione bluastra data dalla aggiunta di solfato di alluminio. Nel 1958 un progetto interno di John B. Ward ridisegnò i prodotti Pyrex da forno e su fuoco. Negli anni, designer come Penny Sparke, Betty Baugh, Smart Design, TEAMS Design e altri contribuirono alla linea.
Corning cessò la linea di prodotti al dettaglio nel 1998, ceduta alla World Kitchen, LLC. Corning smise la produzione di prodotti Pyrex, ma continuò ad avere i diritti del nome Pyrex, ceduto su licenza ad altri costruttori, incluso World Kitchen e Newell Cookware Europe. La francese Arc International acquisì dalla Newell l'attività europea nel 2006 e detiene i diritti in Europa, Medio oriente e Africa.

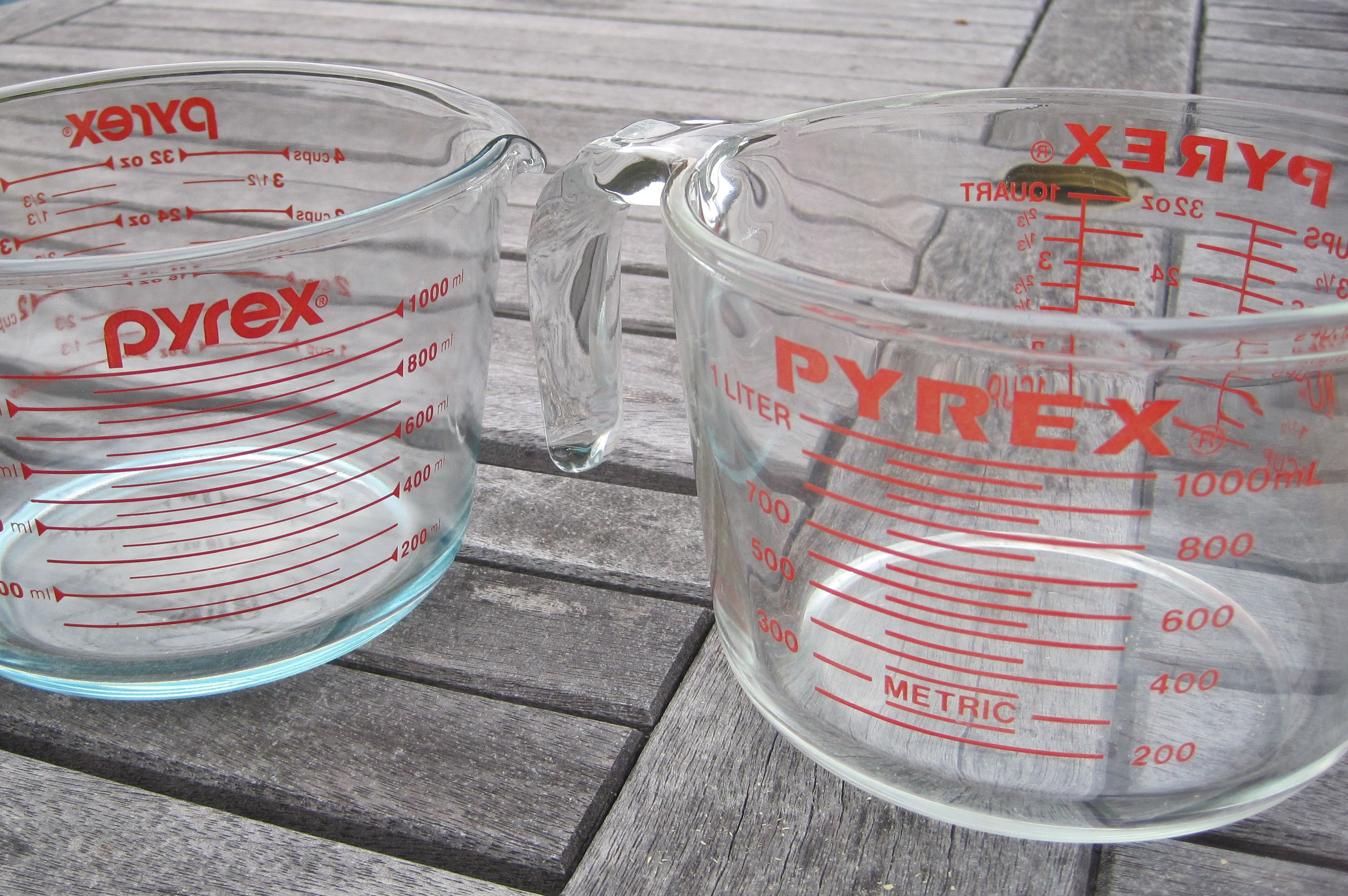
Un misuratore Pyrex della Corning, a destra, e un misuratore in Pyrex soda-lime della World Kitchen a sinistra; si differenziano per i logo e il colore bluastro del secondo tipo.

## Composizione
I vecchi tipi di prodotti Pyrex della Corning prima del 1998, quelli della Arc International, e le vetrerie da laboratorio Pyrex sono fatte di vetro borosilicato, ma Corning fabbricò in Pyrex articoli da cucina dal 1915 e cambiò in vetro soda-lime negli anni quaranta. In accordo con lo standard del National Institute of Standards and Technology, il Pyrex è composto da (percentuale in peso) 54% ossigeno, 37,7% silicio, 4% boro, 2,8% sodio, 1,1% alluminio e 0,3% potassio.
Secondo "Pulles and Hannique", il Pyrex corrisponde al vetro Corning 7740 ed è equivalente allo Schott AG 8830 venduto come DURAN. La composizione del Corning 7740 e dello Schott 8830 è 80,6% SiO2, 12,6% B2O3, 4,2% Na2O, 2,2% Al2O3, 0,04% Fe2O3, 0,1% CaO, 0,05% MgO, e 0,1% Cl.
I prodotti per cucina Pyrex della World Kitchen sono fatti di vetro soda-lime temperato al posto del vetro borosilicato. World Kitchen giustifica questo cambiamento per costi di produzione e maggior resistenza meccanica. Per contro ha meno resistenza al calore, con maggior probabilità di rottura a causa dello stress termico. Il Pyrex europeo è ancora fatto di vetro borosilicato.
Le differenze nella composizione tra i Pyrex dei vari produttori hanno portato anche a problemi di sicurezza. Nel 2010 la Consumer Product Safety Commission ricevette segnalazioni di diversi casi di incrinatura nell'utilizzo di prodotti Pyrex. La rivista Consumer Reports investigò il problema dopo aver ottenuto copie delle denunce, determinando che i prodotti della World Kitchen erano marchiati Pyrex ma fatti con un vetro a basso costo, non con le caratteristiche del vetro borosilicato.

## Uso nell'ottica
Data la bassa dilatazione termica, il Pyrex è usato nell'ottica, in special modo nella costruzione di telescopi.
Nel 1932, George Ellery Hale approcciò la Corning Incorporated con l'intenzione di fabbricare le ottiche del telescopio del Palomar Observatory, dopo che il precedente tentativo di fabbricarle con vetro al quarzo fuso era fallito.
Lo specchio del telescopio del California Institute of Technology di 200 pollici (5,1 m) al Palomar Observatory fu fabbricato dalla Corning durante il periodo 1934–1936 in vetro borosilicato.
Corning fallì nel primo tentativo, in quanto il prodotto della fusione presentava vuoti interni. Imparata la lezione, Corning riuscì al secondo tentativo. Dopo un raffreddamento durato un anno, durante il quale si ebbe anche un'inondazione che ne fece rischiare la perdita, la fusione fu completa nel 1935. La prima realizzazione è conservata al Corning Museum of Glass.
Lo specchio del Giant Magellan Telescope è invece fabbricato da vetro a bassa dilatazione termica della Ohara Corporation del Giappone, non Pyrex.